# Ritzing
Pour les articles homonymes, voir Ritzing (homonymie).
Ritzing est une ancienne commune française située dans le département de la Moselle, en région Grand Est. Depuis le 1er janvier 2019, c'est une  commune déléguée au sein de la commune nouvelle de Manderen-Ritzing.

## Géographie
Le village de Ritzing est situé dans le nord-ouest du département de la Moselle, à environ 1,5 km de la frontière franco-allemande. D'autre part, il fait partie du pays de Sierck.

## Toponymie
- Rutzinga (1084)[1], Rutzing (1395), Rutzingen (1594), Reitzen (1680), Ruitzingen et Rutzingen (1691), Ritzingen (1756)[2], Ritzing (1793)[3], Ritzingen (1871-1918).
- En francique lorrain : Rezéngen[4], Réitzéngen et Réizéng.

### Sobriquets
Sobriquets anciens désignant les habitants de la commune : Di Réitzénger Schollefriesser (les bouffeurs de mottes de Ritzing), Di Réitzénger Stieren (les taureaux de Ritzing).

## Histoire
Entre 1751 et 1790, ce village dépend du bailliage de Bouzonville sous la coutume de Lorraine. Concernant le spirituel, Ritzing est une annexe de la paroisse de Launstroff à l'époque où celle-ci dépend du diocèse de Trèves et de l'archidiaconé de Tholey.
La commune de Ritzing est réunie à celle de Launstroff par décret du 30 mars 1812, elle est  finalement recréée en 1880.
À la suite d'un arrêté préfectoral du 20 novembre 2018, Ritzing devient une commune déléguée au sein de la commune nouvelle de Manderen-Ritzing et cela à partir du 1er janvier 2019. Le village de Manderen est par ailleurs le chef-lieu de ladite commune nouvelle.

## Politique et administration

### Liste des maires successifs
| Période                                  | Période       | Identité      | Étiquette | Qualité |
| ---------------------------------------- | ------------- | ------------- | --------- | ------- |
| (maire en 1981)                          |               | Paul Streit   |           |         |
| mars 1989                                | mars 2014     | Edmond Kiffer |           |         |
| mars 2014                                | décembre 2018 | Patrick Hein  | SE        | Cadre   |
| Les données manquantes sont à compléter. |               |               |           |         |

### Liste des maires délégués
| Période | Période  | Identité | Étiquette | Qualité |
| ------- | -------- | -------- | --------- | ------- |
|         | En cours |          |           |         |

## Démographie
L'évolution du nombre d'habitants est connue à travers les recensements de la population effectués dans la commune depuis 1800. Pour les communes de moins de 10 000 habitants, une enquête de recensement portant sur toute la population est réalisée tous les cinq ans, les populations de référence des années intermédiaires étant quant à elles estimées par interpolation ou extrapolation. Pour la commune, le premier recensement exhaustif entrant dans le cadre du nouveau dispositif a été réalisé en 2007.

En 2016, la commune comptait 165 habitants, en évolution de +21,32 % par rapport à 2010 (Moselle : +0,52 %, France hors Mayotte : +2,11 %).
| 1800 | 1806 | 1880 | 1885 | 1890 | 1895 | 1900 | 1905 | 1910 |
| ---- | ---- | ---- | ---- | ---- | ---- | ---- | ---- | ---- |
| 163  | 163  | 264  | 273  | 269  | 250  | 256  | 255  | 246  |

| 1921 | 1926 | 1931 | 1936 | 1946 | 1954 | 1962 | 1968 | 1975 |
| ---- | ---- | ---- | ---- | ---- | ---- | ---- | ---- | ---- |
| 222  | 207  | 195  | 189  | 159  | 179  | 194  | 195  | 182  |

| 1982 | 1990 | 1999 | 2006 | 2007 | 2012 | 2016 | - | - |
| ---- | ---- | ---- | ---- | ---- | ---- | ---- | - | - |
| 154  | 153  | 146  | 134  | 132  | 137  | 165  | - | - |

## Culture locale et patrimoine

### Lieux et monuments
- Passage d'une voie romaine : la seconde voie romaine de Metz à Trêves se dirigeait par ce village sur les hauteurs qui dominent la rive droite de la Moselle[12].
- Vestiges romains : aqueduc, vases en terre, monnaies.
- Le village possède également un city stade.

### Édifice religieux
- Église Saint-Sébastien, XVIIIe siècle

### Héraldique
| Blason de Ritzing | Blason  | Écartelé aux 1 et 4 d'or à une bande de gueules chargée de trois coquilles d'argent, et aux 2 et 3 d'argent à la clef contournée de gueules posée en pal. |
| Blason de Ritzing | Détails | Le statut officiel du blason reste à déterminer. |